# La Voix du peuple
La Voix du peuple est une publication syndicale française de la Confédération générale du travail (CGT) parue (avec des interruptions) de 1900 à 1946.

## Histoire
Organe officiel de la CGT dans ses premières décennies, la publication parait de manière hebdomadaire entre 1900 et 1914.